# Cachoeiras (Vila Franca de Xira)
Cachoeiras is een plaats (freguesia) in de Portugese gemeente Vila Franca de Xira en telt 769 inwoners (2001).

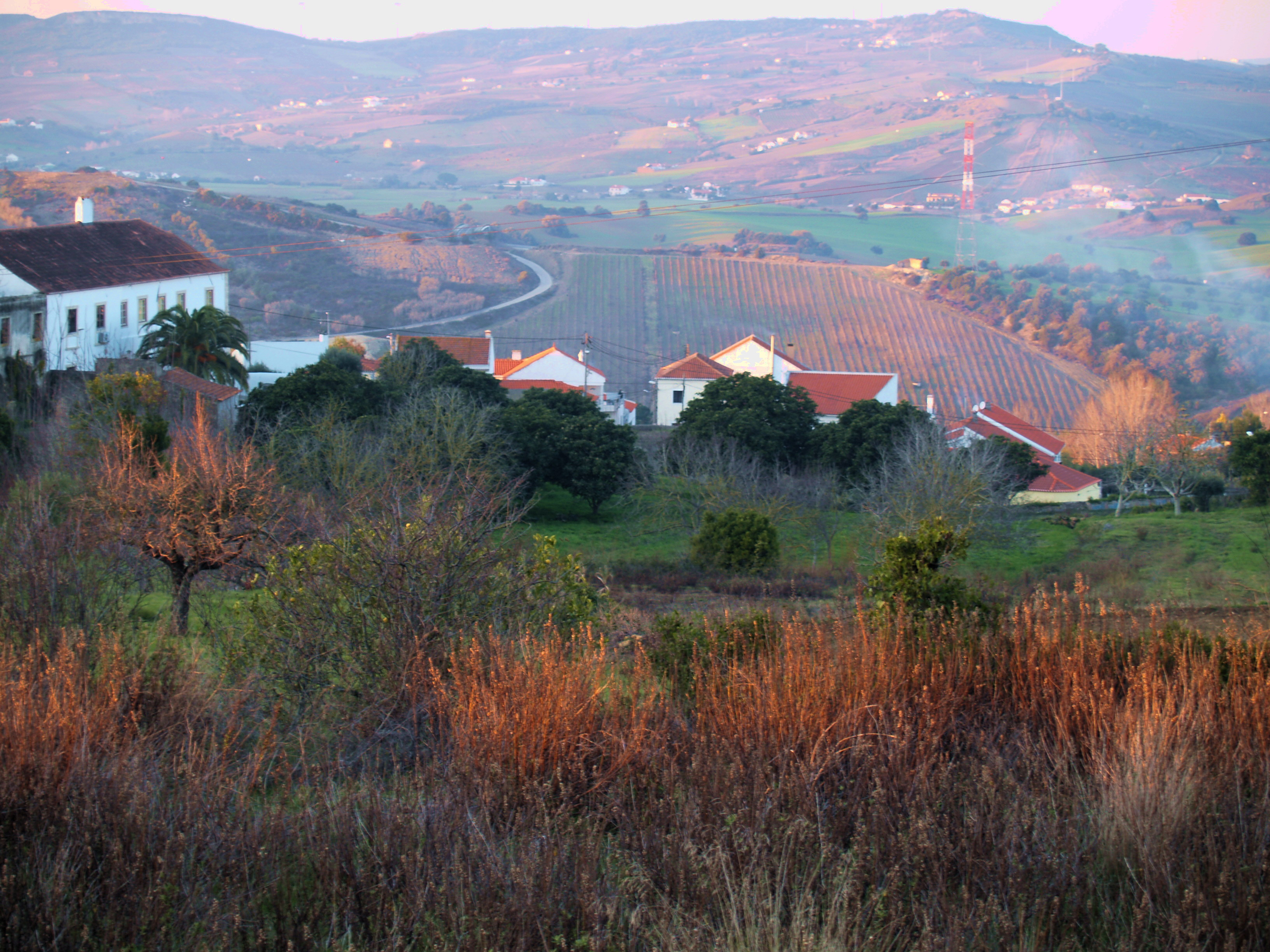
Cachoeiras

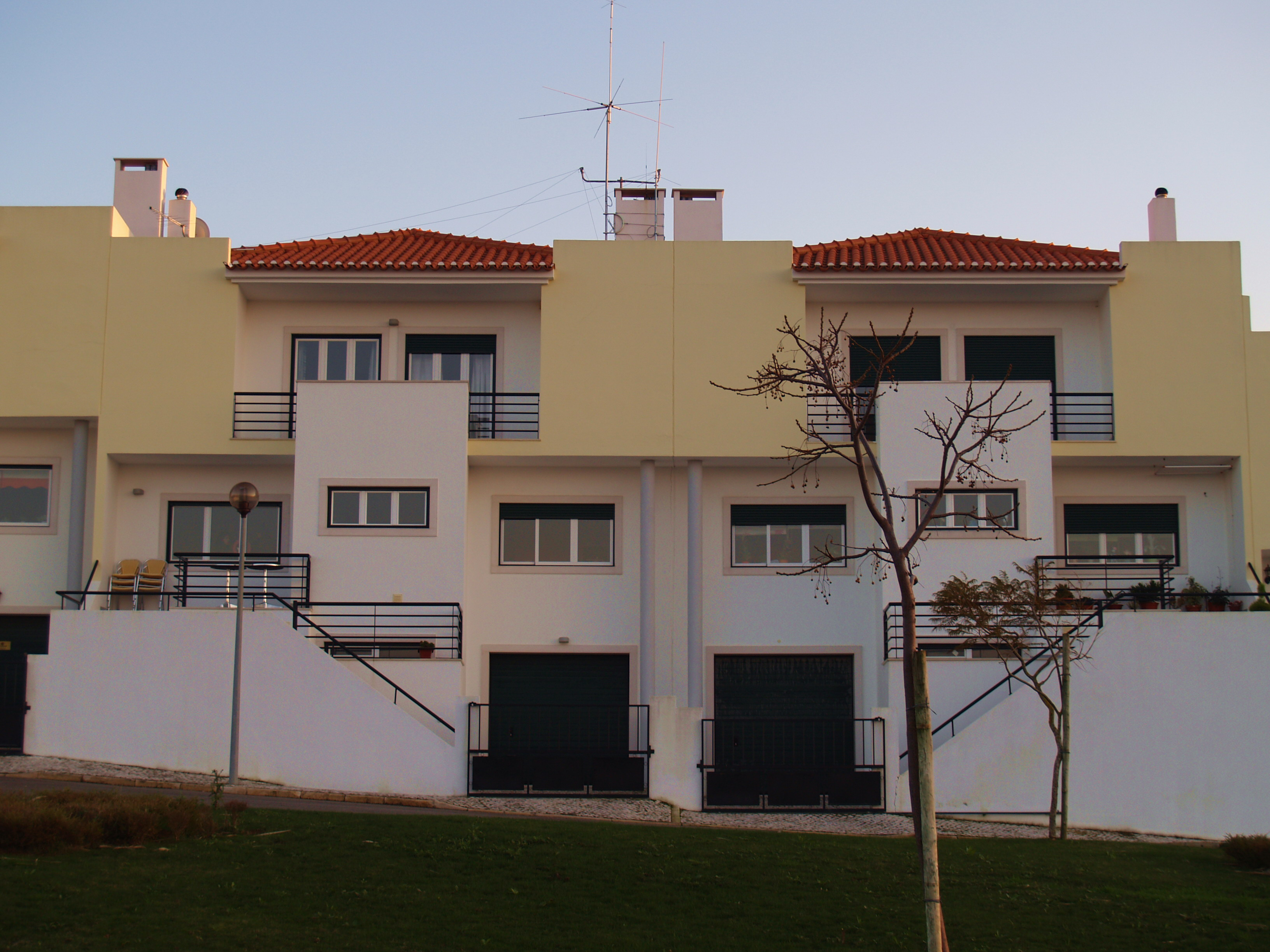
Cachoeiras